# Ewa Kubicka
Ewa Maria Kubicka é uma matemática polonesa, que trabalha com teoria dos grafos e ciências atuariais. É conhecida por introduzir o conceito de soma cromática de um grafo, a soma mínima possível quando os vértices são rotulados por números naturais sem dois vértices adjacentes com rótulos iguais.
Kubicka estudou matemática na Universidade Politécnica de Wrocław começanso em 1974, onde obteve um mestrado em 1979. Foi para a Western Michigan University para estdos de pós-graduação, obtendo um mestrado em ciência da computação e um Ph.D. em matemática em 1989. Sua tese, The Chromatic Sum and Efficient Tree Algorithms, foi orientada por Allen Schwenk. Foi professora assistente na Universidade Emory e então, em 1990, foi para a Universidade de Louisville, onde é desde 2004 professora plena.